# 青鉛鉱
青鉛鉱（せいえんこう、Linarite）は、比較的希少な結晶性の鉱物で、非常に強い純粋な青色を持つことで鉱物収集家に知られる。リナライトとも呼ばれる。方鉛鉱や黄銅鉱、その他の銅硫化鉱物の酸化により形成される。化学式PbCuSO4(OH)2の銅鉛硫酸塩水酸化物である。単斜晶系の柱状や板状、または不定形となる。藍銅鉱とよく似ているが、希塩酸には反応しない点で区別できる。モース硬度は2.5、比重は5.3-5.5である。
青鉛鉱は、1822年に初めて同定され、スペインのリナーレス高原に因んで名づけられた。ブロシャン銅鉱、硫酸鉛鉱、カレドニア石、レッドヒル石、白鉛鉱、孔雀石、異極鉱等と共生する。

## ギャラリー

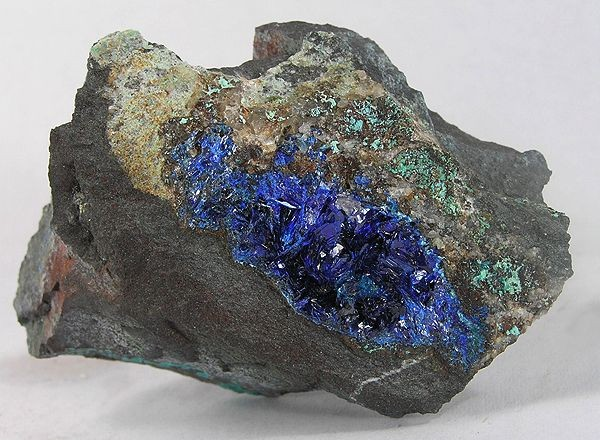
カリフォルニア州ダーウィンで産出した結晶の浅いポケット（濃いコバルト色）
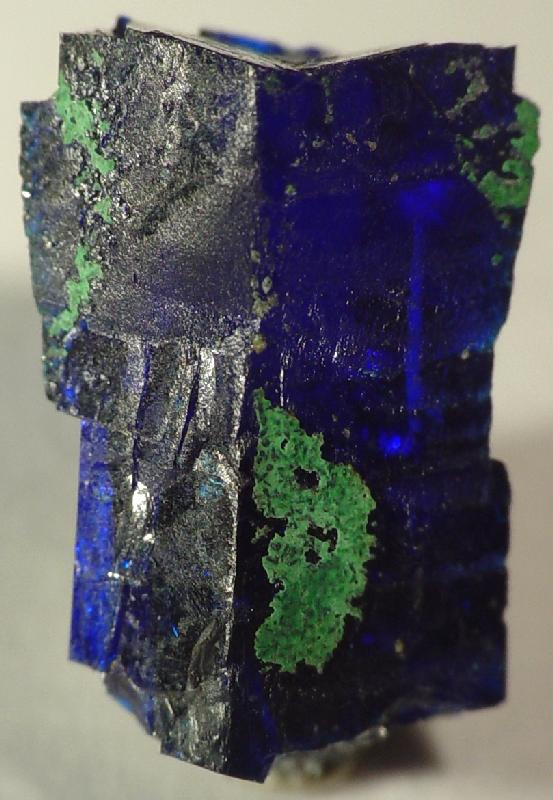
ソコロ郡のブランチャード鉱山で産出した孔雀石を伴った青鉛鉱（大きさ: 1.1 x 0.8 x 0.4 cm）
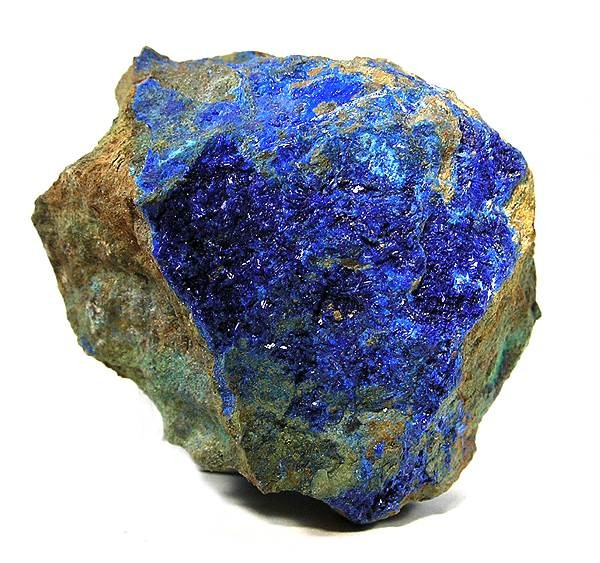
エルドラド郡のベイカーで産出したカレドニア石を伴った青鉛鉱（大きさ: 5.4 x 5.2 x 3.2 cm）
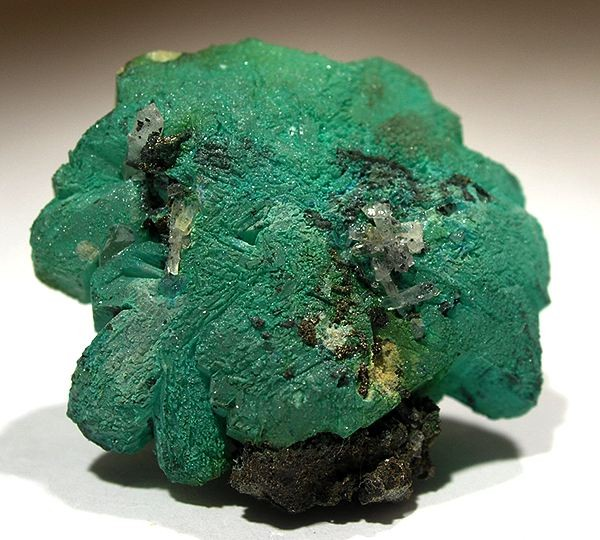
孔雀石と青鉛鉱の微結晶で覆われ、特徴的な青緑色を呈した白鉛鉱